# 雨宮淳
雨宮 淳（あめのみや あつし、1937年4月18日 - 2010年2月8日）は、彫刻家。位階は従四位。日本芸術院会員。

## 人物
雨宮治郎の子、雨宮敬子の弟として東京府に生まれる。父、姉とともに芸術院会員となっている。
日本大学芸術学部を卒業後、彫刻家北村西望に師事し、1963年日展初入選、1984年西望賞受賞、1991年内閣総理大臣賞受賞、1997年日本芸術院賞受賞、2001年日本芸術院会員。日展常務理事。
2010年2月8日、心不全のため死去。72歳没。墓所は多磨霊園。叙従四位に叙され、旭日中綬章追贈。